# Marsch in den Listenbach
Der Marsch in den Listenbach ist ein traditioneller Umzug zu Beginn des Pfingstwochenendes in der nordhessischen Stadt Frankenberg (Eder). Der jahrhundertealte Brauch, der in den Kriegsjahren vernachlässigt worden war, wurde im Jahre 1948 von Lehrern der Ortenbergschule wiederbelebt.

## Ablauf
Das Frankenberger Pfingstfest beginnt am Freitag vor Pfingsten mit dem sogenannten Marsch in den Listenbach, der sich unmittelbar an den vorausgehenden Maizug anschließt und an dem traditionsgemäß nur Männer teilnehmen sollen. Angeführt werden der Maizug und der Marsch in den Listenbach durch die „Prominenz“ Frankenbergs, bestehend aus den Stadtverordneten, dem Bürgermeister und Offizieren der in der Burgwaldkaserne stationierten Bundeswehreinheiten sowie regionalen und überregionalen Politikern. Begleitet werden sie von der Traditionsfigur Butzemann, Bürgern jeden Alters und Geschlechts, verschiedenen Kapellen und bunt kostümierten Kindern aus den Frankenberger Grundschulen.  
Wenn der Maizug endet, ziehen die Männer auf dem nun folgenden Marsch allein weiter. Ziel dieses Marsches ist eine Lichtung des Burgwaldes, östlich von Burgwald-Bottendorf, in der Nähe der Quelle des Listenbaches. Dort erwartet die Männer ein Bierpilz, sowie ein Würstchenstand für die leibliche Verpflegung. Neben der traditionellen Ansprache des Bürgermeisters wird die gesellige Veranstaltung musikalisch durch die Stadtkapelle Frankenberg begleitet. Üblicherweise endet die Veranstaltung nachmittags, sobald der überregional bekannte Frankenberger Pfingstmarkt offiziell eröffnet wurde.
Für die Versorgung mit elektrischem Strom stellt der örtliche Ortsverband des THW Stromerzeugungsaggregate und Leitungsroller zur Verfügung.

## Tradition
Der schwarz gekleidete Butzemann, der neben einem Stock eine blumengeschmückte Axt trägt und als Kinderschreck gilt, stellt den Winter dar und repräsentiert zusammen mit der Kriegerschar den Kampf des Frühlings gegen den Winter. Es handelt sich demnach um einen Brauch aus heidnischer Zeit. Der Marsch findet an einem Freitag statt, dem Wochentag von Freya, der 
Göttin des Frühlings. 
Der Marsch geht wohl in den Listenbach, weil dort einst die Männer, später städtische Arbeiter die Pfingstbäume fällten, die dann in der Stadt aufgestellt wurden. 
Neulinge, die zum ersten Mal teilnehmen, werden durch den Bürgermeister mit einem Wiesenstrauch am Arm verziert und so als solche kenntlich gemacht. 
Dass nach der Tradition Frauen nicht an diesem Marsch teilnehmen sollen und in der entsprechenden Einladung zum davor stattfindenden Maizug explizit ausgeladen werden, sorgt immer wieder für kritische Diskussionen. Befürworter des traditionellen Brauchs argumentieren, dass Frauen nicht von der tatsächlichen Teilnahme abgehalten würden und beispielsweise in der den Marsch begleitenden Stadtkapelle mitlaufen. Zudem gelte für Männer Ähnliches bei der Weiberfastnacht. Der traditionelle Grund für die gewünschte Nichtteilnahme von Frauen ist ungewiss. Eine Erklärung lautet, dass zu Kriegszeiten die Männer auf der Frankenberger Stadtmauer Wache schieben mussten und die Frauen sich darüber lustig machten; deshalb durften sie an der einem Grenzgang ähnelnden Veranstaltung nicht teilnehmen, da sie die Bewachung der Stadt nicht ernst genug genommen hätten.
In der Zeit vor dem Ersten Weltkrieg bot der Marsch ein ausgesprochen militärisches Erscheinungsbild. Er wurde von einem Hauptmann angeführt und die Knaben waren in Uniformen gekleidet, die denen des wilhelminischen Militärs glichen. Zurück ging dies wohl auf eine frühere Belagerung von Frankenberg, die nur unter Vortäuschung großer Truppenstärke durch die Uniformierung von Kindern abgewendet werden konnte. 